# Claudia Wenzel (Fußballspielerin)
Claudia Wenzel (* 4. Dezember 1970) ist eine ehemalige deutsche Fußballspielerin.

## Karriere
Wenzel gehörte dem Hamburger SV in der Saison 2001/02 als Abwehrspielerin an. Sie bestritt 18 Punktspiele in der Bundesliga und debütierte am 19. August 2011 (1. Spieltag) bei der 0:5-Niederlage im Auswärtsspiel gegen den FFC Brauweiler Pulheim. Ihr einziges Finale bestritt sie am 11. Mai 2002 im Olympiastadion Berlin gegen den 1. FFC Frankfurt; die vor 20.000 Zuschauern ausgetragene Begegnung um den Vereinspokal, in der sie 90 Minuten lang mitwirkte, wurde mit 0:5 verloren.
In der Folge spielte sie mit dem FFC Oldesloe 2000 zeitweise in der 2. Bundesliga Nord.

## Erfolge
- DFB-Pokal-Finalist 2002